# Akira Takasaki
Akira Takasaki (高崎 晃?, Takasaki Akira; Osaka, 22 febbraio 1961) è un chitarrista e polistrumentista giapponese membro fondatore ed unico membro fisso della band heavy metal Loudness dalla sua formazione.

## Discografia

### Da solista
- 1982 - Tusk of Jaguar
- 1994 - Ki
- 1996 - Wa
- 2001 - Gene Shaft
- 2002 - Made in Hawaii
- 2004 - Splash Mountain
- 2005 - 5228 Máca
- 2006 - Osaka Works#128
- 2006 - Nenriki
- 2007 - Black Brown

### Lazy
- 1978 - This Is the Lazy
- 1978 - Dream a Dream
- 1979 - Rock a Diamond
- 1980 - Lazy V
- 1980 - Earth Ark (宇宙船地球号)
- 1998 - Happy Time
- 2002 - Earth Ark II